# Samuel Rutherford Crockett
Samuel Rutherford Crockett (firmatosi "S. R. Crockett") (Duchrae; Galloway, 24 settembre 1859 – Francia, 16 aprile 1914) è stato un romanziere e presbitero britannico, figlio illegittimo di un mezzadro. Fu allevato dal nonno nella sua fattoria di Galloway e si laureò presso l'Università di Edimburgo nel 1879.
Dopo aver viaggiato per alcuni anni, nel 1886 divenne presbitero di Penicuik. In quell'anno produsse la sua prima opera, Dulce Cor (latino: Dolce cuore), collezione di poesie. Dopo un certo periodo, abbandonò l'attività religiosa della Chiesa di Scozia e si dedicò completamente alla composizione di romanzi.
Il successo di J. M. Barrie (creatore di Peter Pan) e della Kailyard school (Scuola Kailyard) che producevano scritti sentimentali e romantici aveva creato una forte richiesta di storie in lingua scots, e Crockett pubblicò la sua storia intitolata The Stickit Minister nel 1893, ottenendo buona popolarità. A questo fece subito seguire una serie di romanzi, spesso basati sulla storia della Scozia e di Galloway. Crockett ottenne una notevole rendita pecuniaria dalle sue opere e divenne amico e corrispondente di Robert Louis Stevenson.
Crockett morì in Francia mentre era in vacanza agli inizi del 1914 e lo scoppio della prima guerra mondiale ritardò la sepoltura presso la sua terra natia, a Balmaghie.

## Lascito
Un monumento a Crockett è esposto a Laurieston, vicino a Castello Douglas, nella contea di Kirkcudbrightshire. Il suo carteggio è archiviato presso l'Università di Edimburgo. Una biografia di S.R. Crockett è stata pubblicata nel 1991, scritta da Islay Donaldson.

## Opere

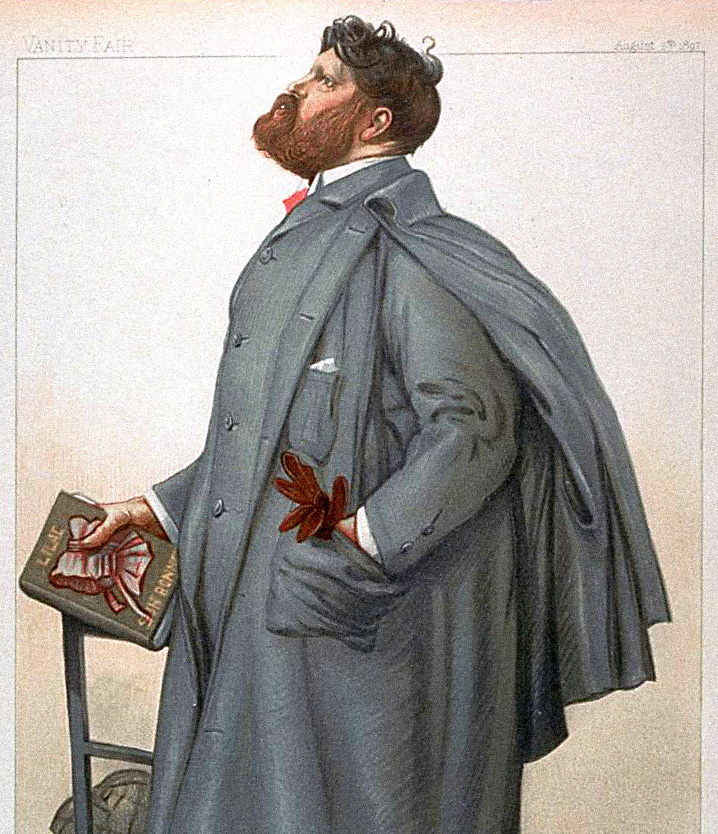
Caricatura di Samuel Rutherford Crockett su Vanity Fair (5 agosto 1897)

- The Raiders, 1894
- The Lilac Sun-bonnet, D. Appleton & Co., 1895
- Mad Sir Uchtred (1894)
- The Men of the Moss Hags (1895)
- Sweetheart Travellers, Frederick A. Stokes Company, 1895
- Cleg Kelly and The Grey Man (1896)
- The Surprising Adventures of Sir Toady Lion (1897)
- The Red Axe (1898)
- The Black Douglas, copyright 1899, pubblicato (1902) da Doubleday & McClure Co.
- Kit Kennedy (1899)
- Joan of the Sword Hand, American News, 1900
- Little Anna Mark in 1900
- Cinderella: a novel, James Clarke & Co., 1901
- The silver skull, Smith, Elder, 1901
- Flower o' the Corn (1902)
- Red Cap Tales,  Adam and Charles Black, 1904
- Raiderland, Dodd, Mead & Company, 1904
- Maid Margaret (1905)
- The Adventurer in Spain Ibister and Co., Ltd., 1903 (non-fiction)
- The white plumes of Navarre, Religious Tract Society, 1906
- Little Esson (1907) London, Ward, Lock
- Red Cap Adventures (1908)
- Silver Sand (1914)